# Porsche-Arena
Porsche-Arena je moderní víceúčelová krytá aréna, která se nachází ve čtvrti Bad Cannstatt německého Stuttgartu. Po čtrnáctiměsíční výstavbě byla otevřena v roce 2006 a její kapacita činí 5 100 až 8 000 sedících diváků v závislosti na druhu konané události.
Tvoří součást sportovního komplexu, který zahrnuje fotbalový stadion MHPArena a krytou halu Schleyerhalle.
Aréna je dějištěm každoročně konaného tenisového turnaje ženského profesionálního okruhu Porsche Tennis Grand Prix. Hostila také některé zápasy mistrovství světa v házené mužů 2007 a mistrovství Evropy ve stolním tenise 2009.
Mezistátní zápasy v hale hostí německý daviscupový a fedcupový tým. V únoru 2012 se v ní uskutečnilo úvodní kolo Světové skupiny Fed Cupu mezi Německem a Českou republikou. Následně pak i dubnová baráž proti Austrálii, vždy s vítězným koncem pro hosty. Češky v Porsche-Areně vyhrály také světové semifinále Fed Cupu 2018.
Své zápasy v aréně hrají dvě házenkářská družstva HBW Balingen-Weilstetten a TV Bittenfeld.

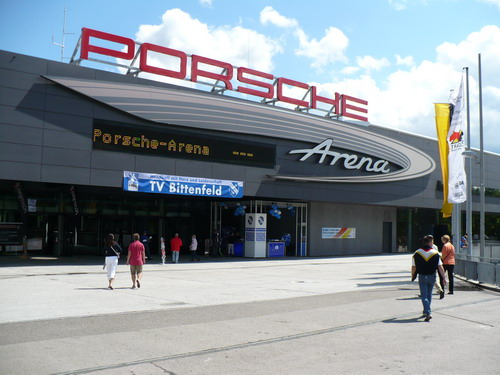
Porsche–Arena
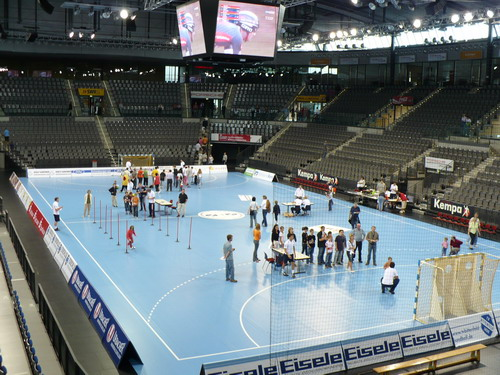
Interiér arény
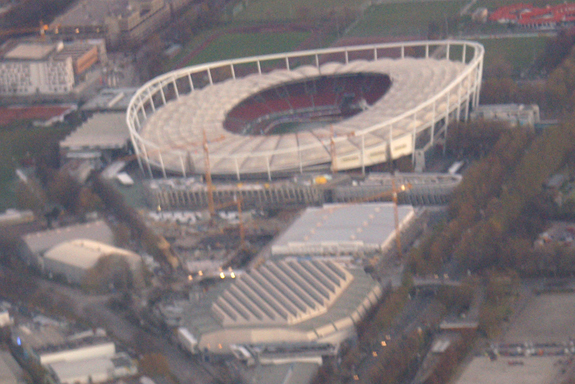
Sportovní komplex: MHPArena Porsche-Arena Schleyer-Halle